# أرمناك بديفيان
أرمناك كيفورك بديفيان (1884-1957) ولد في القاهرة ومات فيها، هو عالم نبات ولغوي وأفندي من أصل أرمني، مؤلف المعجم المصور لأسماء النباتات، باللغات اللاتينية ووالعربية والأرمنية والإنجليزية والفرنسية والألمانية والإيطالية والتركية ، 1936 (مع 1711 رسمًا توضيحيًا) ، كان مدير مزرعة أبحاث الجيزة في مصر.
وفقًا لويليام لورنس بولس، الحاصل على ماجستير ودكتوراه في العلوم الزراعية وزميل الجمعية الملكية، الذي نشر في مقدمة الكتاب، "انضم إليِّ السيد بديفيان مساعداً زراعياً في مختبر حقل القطن القديم في عام 1913 وعندما عدت إلى مصر في عام 1927 وجدته مؤسسًا إلى حد ما في وزارة الزراعة ومديراً لمزرعة الجيزة التجريبية، وكذلك المشرف على عمليات مكافحة بذور القطن، وجدت أنه لم يكن يمتلك فقط كميات كبيرة من البيانات حول المزرعة وحول المحالج والتجار وما شابه، ولكن يمكنه أيضًا إنتاج موجزات وملخصات ورسوم بيانية عن هذه المعلومات في وقت قصير ردًا على أي سؤال قد أسأله عن مثل هذه الأشياء. وهكذا كان واضحا أن لديه ميلا إلى الترتيب والنظام".

## المؤلفات
- المعجم المصور لأسماء النباتات، صدر أولاً سنة 1936، وأعيد طبعه بطبعات عديدة أهمها طبعة مكتبة مدبولي سنة 2006.[2]
- وليام لورانس كرات ، أرميناج ك.بيديفيان. 1929. تطبيق قانون مراقبة البذور على نسب بذور القطن في موسمي 1926-1927 و1927-1928 ؛ 1926 - 30 . رقم 85 ؛ Nº 104 de Bulletin ، مصر وزارة الزراعة
- تطبيق قانون مراقبة البذور على نسب بذور القطن في ... 1926-1927 و1927-1928 . المجلد. 85 de Bulletin ، مصر وزارة الزراعة
- Emine Alçıtepe ve Galip Alçıtepe ، " Bitki İsimlerinin Türkçeleştirilmesine Dair Unutulan Bir Kitap: قاموس مصور متعدد اللغات لأسماء النباتات ، Kebikeç ، العدد 34 ، السنة: 2014: 209-216. باللغة التركية.